# Messerschmitt Me 329
O Messerschmitt Me 329 foi um projecto para um caça pesado criado pela Messerschmitt durante a Segunda Guerra Mundial. Competiu por um contrato contra o Messerschmitt Me 410.
Como o Me 265, o Me 329 apresentada uma avançada disposição de asas. Outras inovações incluíam novas técnicas no cockpit, assim como um canhão telecomandado na parte traseira da aeronave.
Apesar de ter um design futurista, a performance em comparação com o Me 410 deixou muito a desejar. O desenvolvimento deste projecto recebeu baixa prioridade, e apesar de se construir um modelo em madeira para testes, o projecto foi abandonado.